# 空とぶプリンプリン
「空とぶプリンプリン」（そらとぶプリンプリン）は、木久ちゃんロケッツのファーストシングル。2016年6月22日、日本コロムビアから発売。規格品番はCOCA-17193。
作詞：林家木久扇、作曲・編曲：鈴木康博。

## 概要
プリンの星からやって来た、プリンのプリンスが登場する楽曲。作詞した落語家・林家木久扇曰く反戦歌とのこと。
木久扇が戦時中おいしいものが食べられず、また子供時代にプリンをはじめとする洋菓子に憧れた経験が曲のモチーフになっている。
NHKの『みんなのうた』で、2016年6月 - 7月放送。
歌手の「木久ちゃんロケッツ」は、木久扇のほか、彼の息子・二代目林家木久蔵、孫の久美子と寿太郎、そして木久扇一家と親交のある元オフコースの鈴木康博による5人組のユニット。半世紀以上に渡る『みんなのうた』でも珍しい落語家の起用となった。
映像は、林家木久扇が描いたイラストを、スタジオプラセボがアニメーション化。
2021年7月にダイジェストではあるが映像のワンシーンが放送された。しかし、作詞とイラストを担当した木久扇の名が、林家木久翁と誤表記されていた。

## 収録曲
1. 空とぶプリンプリン
  - 作詞：林家木久扇、作曲・編曲：鈴木康博
2. パイパイ プリンプリン
  - 作詞：林家木久扇、作曲・編曲：鈴木康博
3. 空とぶプリンプリン（オリジナル・カラオケ）
4. パイパイ プリンプリン（オリジナル・カラオケ）